# Centro Portugués de Fotografía

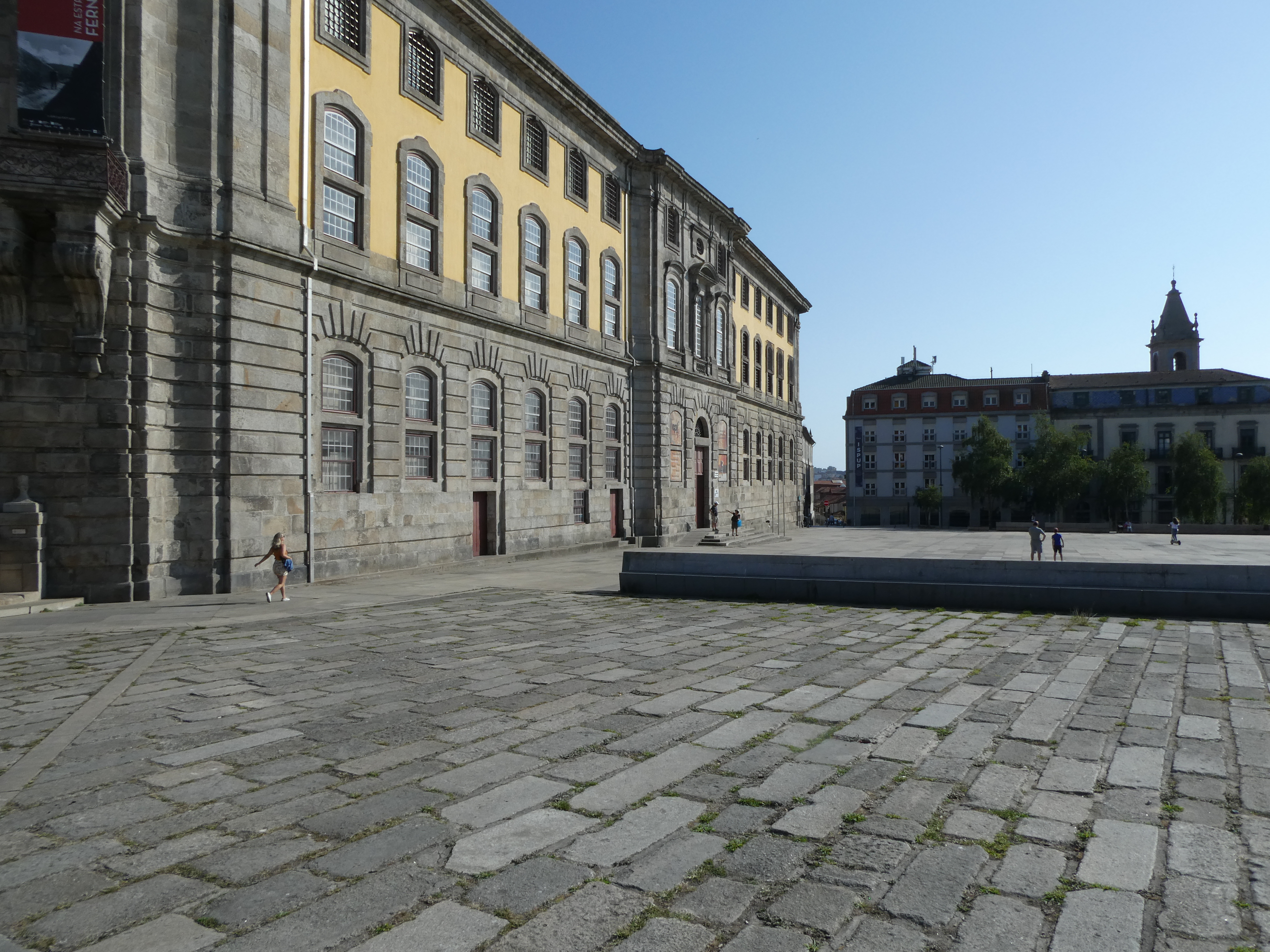
Fachada principal del Centro Portugués de Fotografía.

El Centro Portugués de Fotografía (cpf) es un museo, archivo y galería de fotografía que se encuentra en la ciudad de Oporto, en Portugal. Fue creado en 1997 por el Ministerio de Cultura de Portugal. Su sede es un inmueble que fue antigua cárcel o prisión desde el siglo XVIII, con el nombre de Cadeia da Relação, donde fue encarcelado en 1860-1861 el escritor Camilo Castelo Branco, autor de la novela Amor de perdición. En recuerdo de su estancia la explanada de la fachada principal del Centro se denomina Largo Amor de Perdição.
Dispone de una colección permanente de aparatos fotográficos históricos, desde la época del daguerrotipo. Se realizan exposiciones temporales, como la que tuvo lugar en 2009 sobre el fotógrafo J. Laurent, establecido en España en el siglo XIX, pero que también tomó vistas de Portugal en el año 1869.

### Galería

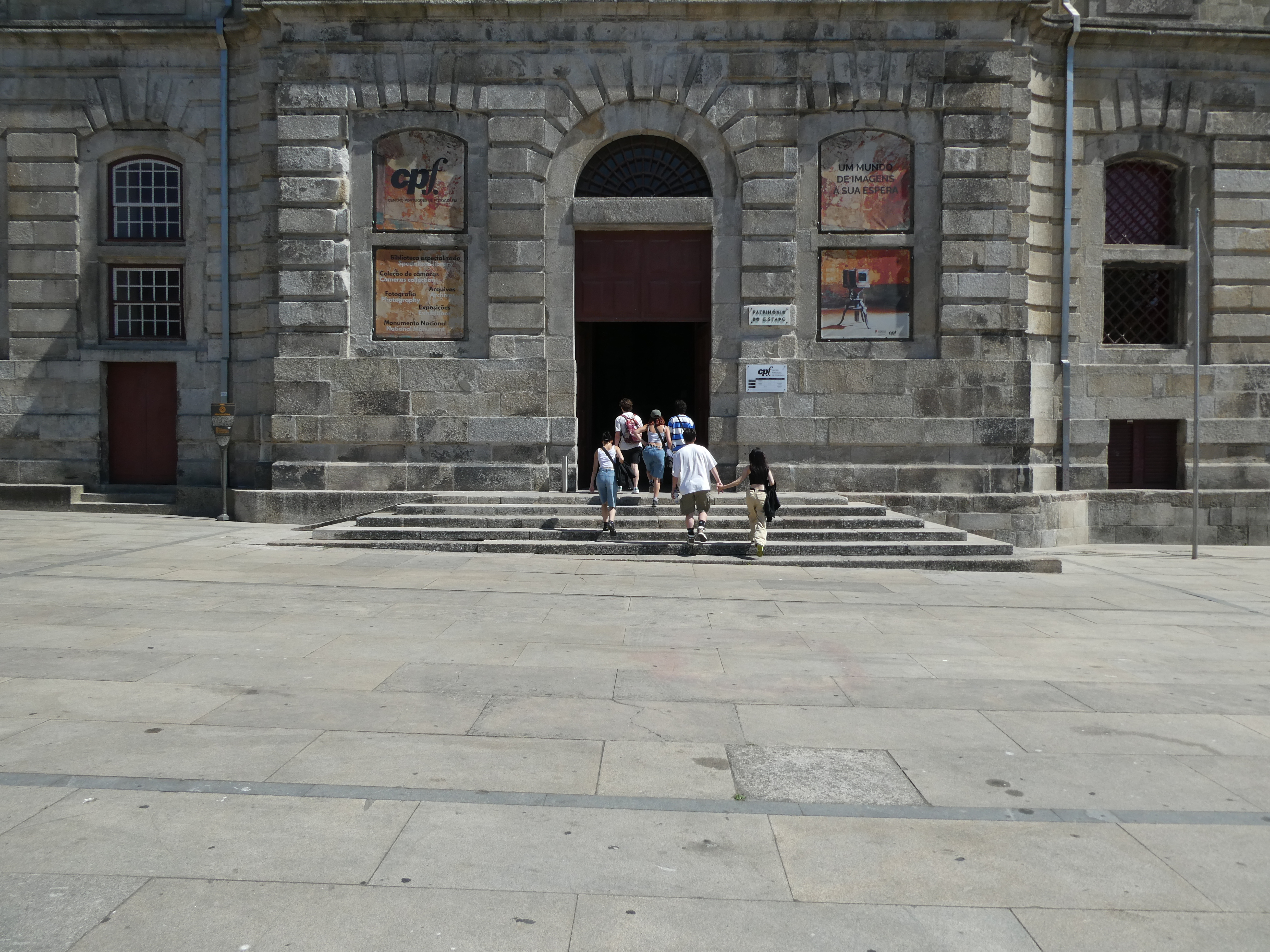
Puerta de entrada.
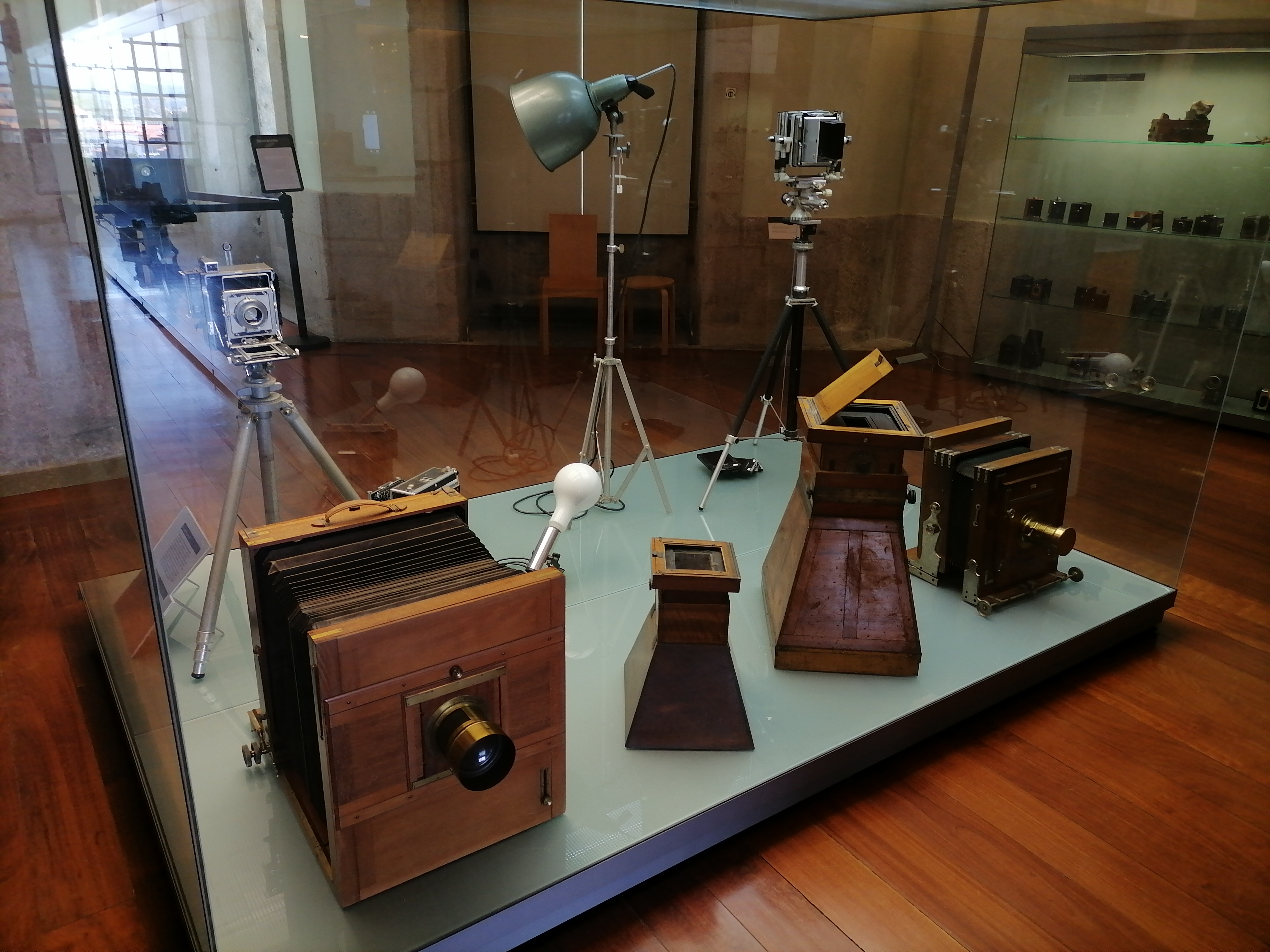
Cámaras fotográficas y ampliadoras de madera.
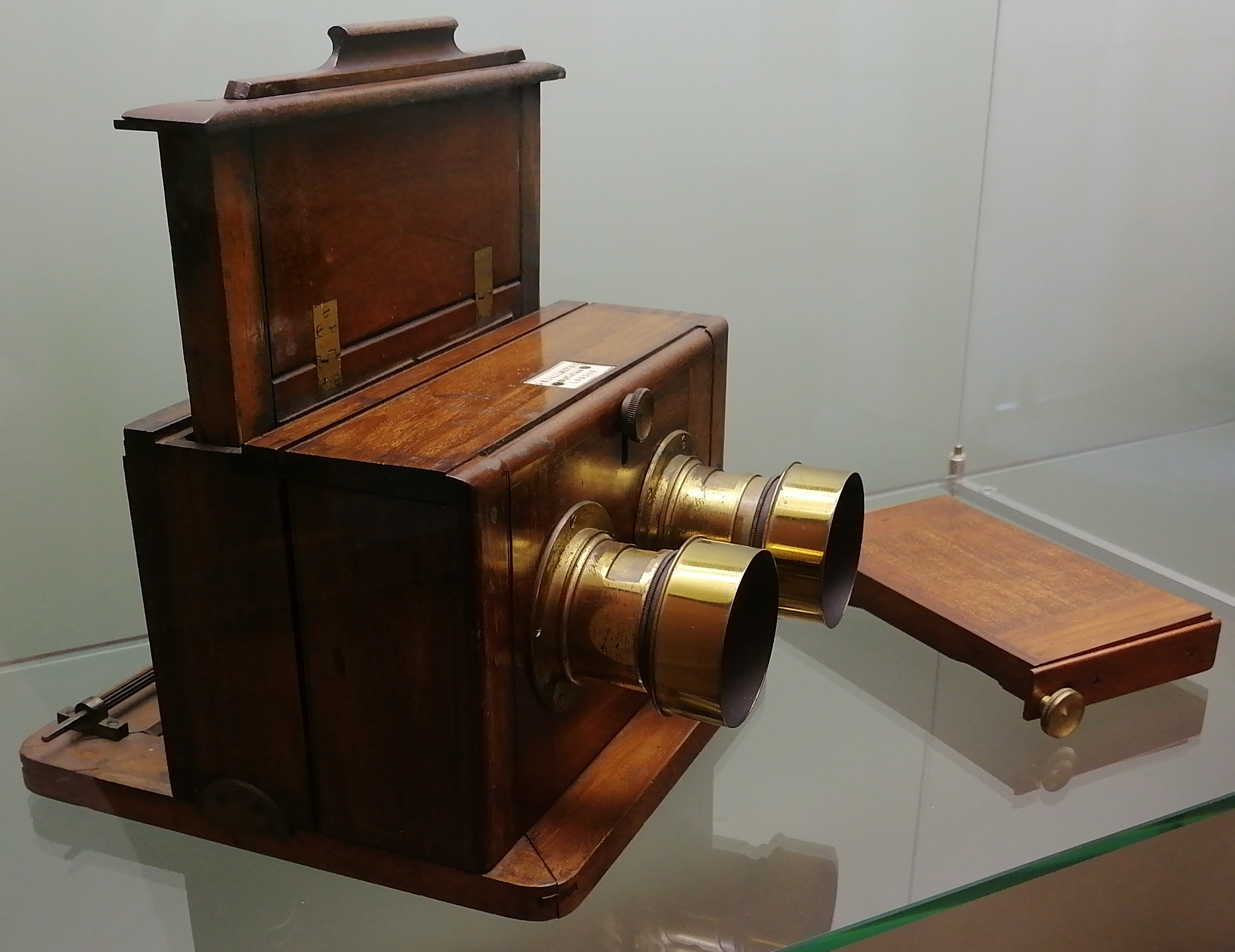
Cámara estereoscópica del siglo XIX, fabricada en Londres por el óptico J. H. Dallmeyer.
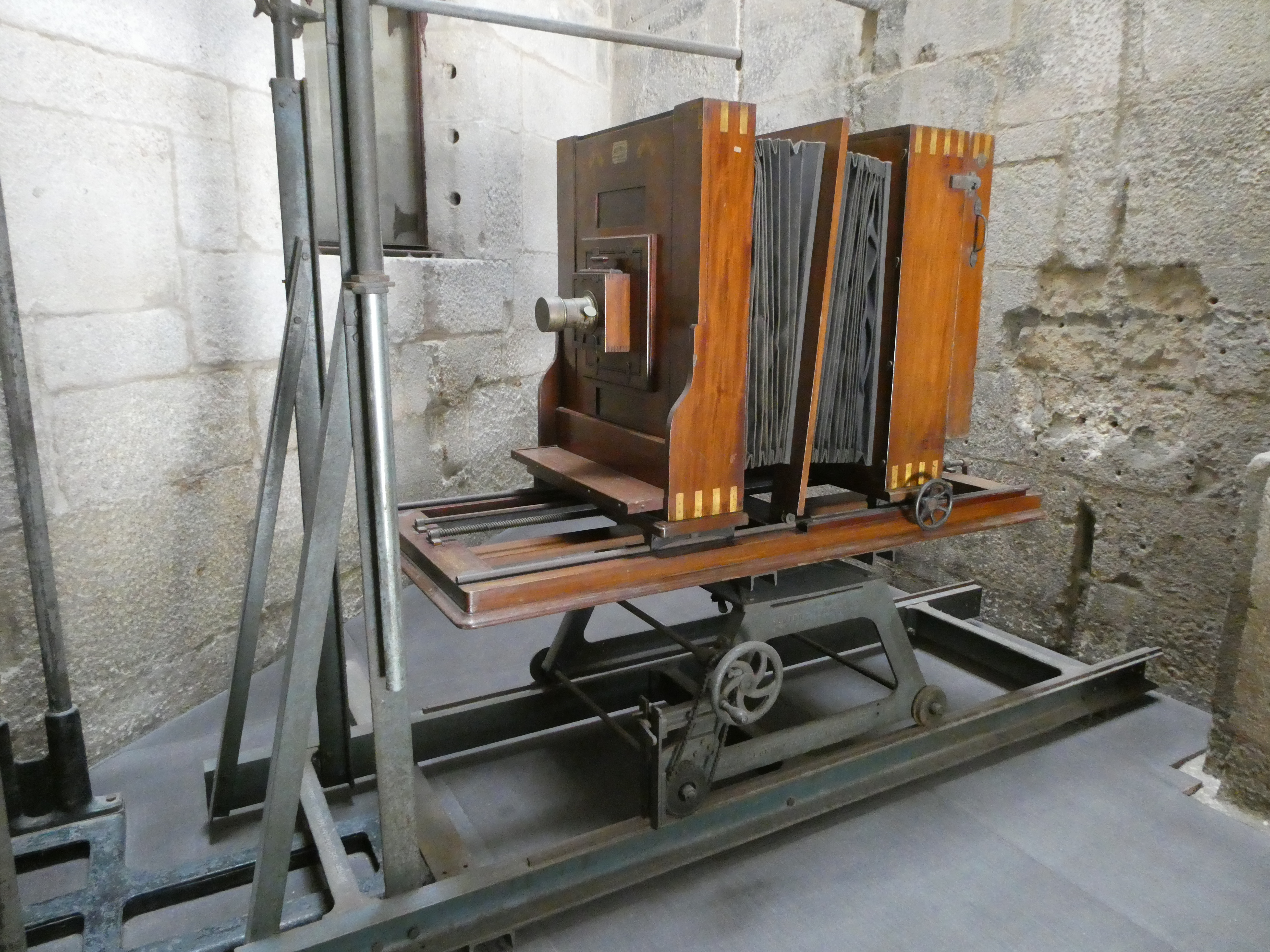
Cámara para reproducciones, fabricada por Hunter-Penrose Ltd.
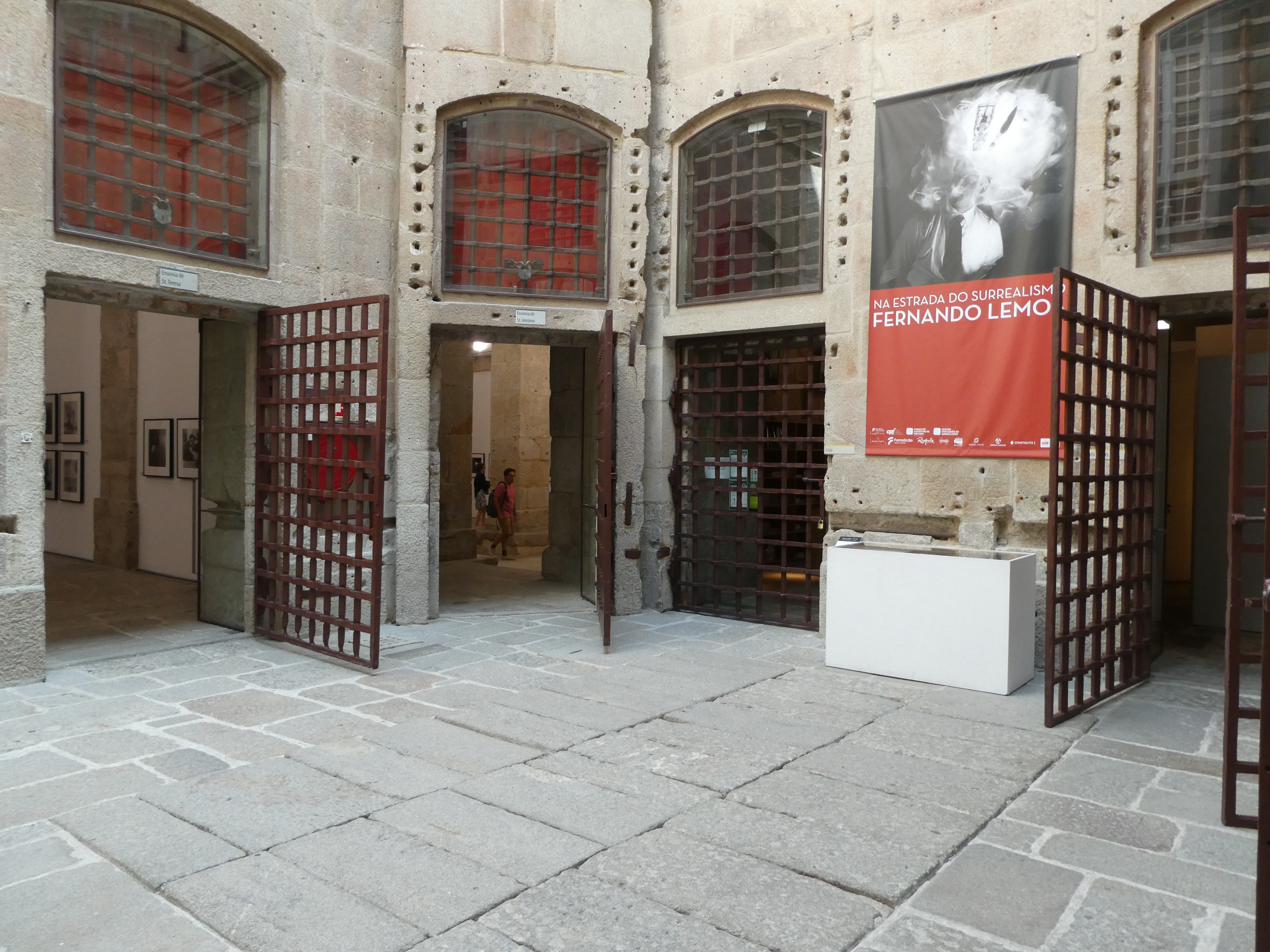
Patio interior, con rejas de la antigua prisión.